# Каушанский район
Кауша́нский райо́н (рум. Raionul Căuşeni, Район Каушаны) — административно-территориальная единица Республики Молдова.

## География
Район расположен в юго-восточной части страны, граничит с Новоаненским, Яловенским, Чимишлийским и Штефан-Водским районами, а также с г. Бендеры и Слободзейским районом, входящими в состав непризнанного Приднестровья и с Украиной.

## История
Как и большинство районов Молдавской ССР, образован 11 ноября 1940 года с центром в городе Кэушень. До 16 октября 1949 года находился в составе Бендерского уезда, после упразднения уездного деления перешёл в непосредственное республиканское подчинение.
С 31 января 1952 года по 15 июня 1953 года район входил в состав Тираспольского округа, после упразднения окружного деления вновь перешёл в непосредственное республиканское подчинение.
9 января 1956 года в состав Каушанского района полностью передана территория упраздняемого Волонтировского района, а 31 октября 1957 года также меньшая часть территории упраздняемого Кайнарского района..
В июне 1959 года в состав Каушанского района полностью передана территория упраздняемого Олонештского района.
30 марта 1962 года в Каушанский район передана почти половина территории упраздняемого Бендерского района.
23 декабря 1964 года из части территории Каушанского района образован Суворовский район, фактически состоящий из территорий бывших Волонтировского и Олонештского районов.
13 августа 1985 года восстановлен Кайнарский (Думбравенский) район, в его состав переданы все ранее принадлежавшие ему территории.
С 1999 года по 2002 год, в рамках проводимой административной реформы, район являлся частью Бендерского уезда. После упразднения уездного деления, район вновь стал самостоятельной административной единицей. Тогда же в состав Каушанского района передана часть территории вновь упраздняемого Кайнарского района.

## Население
|         | 2003 год | 2004 год | 2005 год | 2006 год | 2010 год | 2014 год |
| ------- | -------- | -------- | -------- | -------- | -------- | -------- |
| Кэушень | 20 650   | 20 600   | 17 700   | 18 800   | 19 900   | 15 939   |
| Каинары | 4 800    | 4 800    | 4 500    | 3 100    | 4 900    | 3 803    |
| сёла    | 68 000   | 67 900   | 68 400   | 68 500   | 67 800   | 61 443   |
| Всего:  | 93 450   | 93 300   | 90 600   | 90 400   | 92 600   | 81 185   |

## Достопримечательности
- В селе Заим находится дом-музей поэта Алексея Матеевича.
- Траянов Вал в сёлах Копанка и Киркаешты.

## Известные уроженцы района
- Лев Беринский — еврейский поэт. Родился в г. Каушаны.
- Сергей Беринский — российский композитор. Родился в г. Каушаны.
- Яков Копанский — молдавский историк. Родился в г. Каушаны.
- Григоре Григориу — молдавский киноактёр. Родился в г. Каушаны.
- Вячеслав Платон — Депутат парламента (2009-2010). Молдавский бизнесмен. Родился в г. Каушаны.
- Алексей Матеевич — Молдавский поэт и переводчик. Родился в с. Кайнары. Детство провёл в с. Заиме.
- Петру Кэраре (1935—2019) — молдавский поэт, писатель, публицист, драматург. Родился и вырос в с. Заиме.
- Пантелеймон Ерхан — бессарабский политик, глава первого Правительства Молдавской Демократической Республики.